# ×Elyleymus ontariensis
XElyleymus ontariensis là một loài thực vật có hoa trong họ Hòa thảo. Loài này được (Lepage) Barkworth mô tả khoa học đầu tiên năm 2006.